# Мохонько, Анатолий Павлович
Мохонько Анатолий Павлович (род. 12 ноября 1939, Промышленная, Новосибирская область) — профессор кафедры эстрадного оркестра и ансамбля Кемеровского государственного университета культуры и искусств, кандидат педагогических наук, хормейстер, Заслуженный работник культуры Российской Федерации.

## Биография
Родился 12 ноября 1939 года в посёлке городского типа Промышленная Кемеровской области Российской Федерации.
С раннего детства и в школьные годы был увлечён музыкальными инструментами и хоровым пением. К 1958 году освоил инструменты: гармонь, балалайка, баян, труба, тромбон, туба. Полученные в юношеские годы навыки, предопределили выбор будущей профессии.
В 1959 году поступил в Кемеровское музыкальное училище.
В 1968 году поступил на факультет народных инструментов по квалификациеи преподаватель, руководитель оркестра народных инструментов Новосибирской государственной консерватории, по окончании которого направлен педагогом в Прокопьевское музыкальное училище, где 11 лет преподавал баян, дирижирование. При училище основал симфонический оркестр, которым он руководил все эти годы.
В 1979 году возвратился в Новосибирскую государственную консерваторию на факультет оперно-симфонического дирижирования в качестве заведующего кафедрой.
В 1987 году окончил аспирантуру Московского государственного института культуры и искусства, защитил кандидатскую диссертацию по теме «Формирование художественного вкуса участников музыкальной самодеятельности».
В 1991 году присвоено звание доцент.
В 1996 году — профессор кафедры эстрадного оркестра.
В 1997 году присуждено почётное звание «Заслуженный работник культуры Российской Федерации».
В 1999—2004 годах — заведующий кафедрой эстрадного оркестра и ансамбля.
В 2017 году пожертвовал миллион донбасским коллегам.

## Награды
- Заслуженный работник культуры Российской Федерации;
- Знак «За отличную работу» Министерства культуры СССР;
- Знак ВЦСПС «За достижения в самодеятельном искусстве»;
- Лауреат премии «Молодость Кузбасса»;
- Юбилейная медаль «Двадцать лет Победы в Великой Отечественной войне 1941—1945 гг.»;
- Медаль «За службу России»;
- Юбилейная медаль «60 лет объединению профсоюзов Кузбасса»;
- Крест «За службу России» Сибирского войскового казачьего общества;
- Лауреат VIII международного фестиваля русского искусства «Прииртышские напевы»;
- Лауреат международного фестиваля «Звёздный Крым»;
- Диплом и почётный знак энциклопедии «Лучшие люди России»[3].

## Публикации
- Мохонько А. П. Работа над фразировкой в учебном эстрадном оркестре: статья / А. Мохонько // Джаз в контексте современной культуры: сб. науч. тр. по материалам VII Междунар. науч.-практ. конф. 25 июня 2012 г. / отв. ред. И. А. Хвостова; М-во обр. и науки РФ, ФГБОУ ВПО «Тамб. гос. ун-т им. Г. Р. Державина». — Тамбов: Изд-во ТРОО «Бизнес-Наука-Общество», 2012. — С. 61—65.[4].
- Мохонько А. П. Исследования художественного вкуса в молодёжной музыкальной среде // Символ науки: журн. — 2015, № 6. — С. 324—334. — ISSN 2410-700Х (elibrary.ru)[5].
- Мохонько А. П. Самовоспитание вкуса как важный фактор всестороннего развития творческой личности // Вестник Тамбовского университета. Серия: Гуманитарные науки. — 2013. — №. 6 (122).
- Мохонько А. П. Джазовый вокал: проблемы, поиски, решения // In Situ. — 2015. — №. 1.